# Christo Michailow

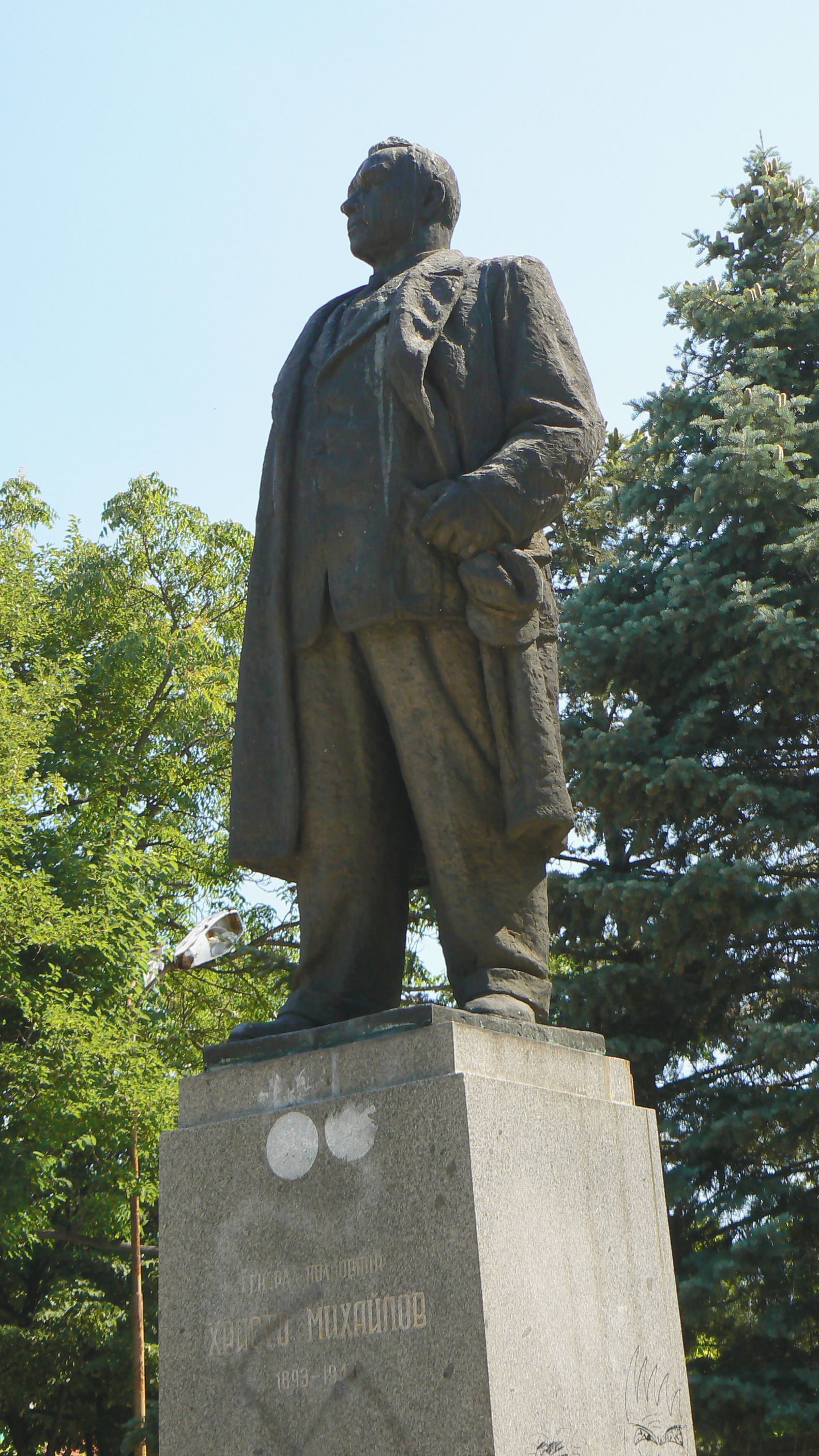
Denkmal für Christo Michailow in Montana, 2008

Christo Michailow Popow (bulgarisch Христо Михайлов, * 18. April 1893 in Widin; † 8. Februar 1944 in Sofia) war ein bulgarischer Politiker.

## Leben
Michailow war 1918 der Bulgarischen Sozialdemokratischen Arbeiterpartei beigetreten. Während des bulgarischen Septemberaufstandes im Jahr 1923 führte er eine Abteilung. Nach der Niederschlagung des Aufstandes ging er ins Exil nach Jugoslawien, kehrte jedoch bereits im Jahr 1924 illegal nach Bulgarien zurück. 1925 wurde er festgenommen und dann zum Tode verurteilt, aber nicht hingerichtet. Im Jahr 1937 wurde er aus der Haft befreit. Ab 1937 gehörte er dem Zentralkomitee der Bulgarischen Kommunistischen Partei an. 1939 wurde er Mitglied des Politbüros seiner Partei. Er leitete die Militärkommission beim Zentralkomitee und übernahm im März 1943 die Führung der bulgarischen Volksbefreiungsarmee.
Michailow wurde schwer verwundet, von der Polizei festgenommen und ermordet.

## Ehrung
Im Jahr 1944 wurde die Stadt Ferdinand (bis 1890 Montana) in Michailowgrad umbenannt. Seit 1993 trägt sie wieder den Namen Montana.